# Tunstead (Norfolk)
Pour les articles homonymes, voir Tunstead.
Tunstead est un village et une paroisse civile du Norfolk, en Angleterre.